# Адем Бућ
Адем Бућ (Бивоље Брдо, код Чапљинe, 15. децембар 1914 — Сарајево, 9. децембар 1942) био је учесник Народноослободилачке борбе и народни херој Југославије.

## Биографија
Рођен је 15. децембра 1914. године у селу Бивоље Брдо, код Чапљинe. Пошто је његовим родитељима умрло шесторо деце, они су се 1916. године са Адемом и његовом сестром Азизом преселили у Мостар. Основну школу и четири разреда гимназије завршио је у Мостару, а потом је прешао у Београд где је уписао Средњу техничку школу, геодетски одсек. После завршетка ове школе, 1938. године, извесно време је радио, као геометар, у Дарувару. После одслужења војног рока, 1939. године, се вратио у Мостар и запослио у Геодетској управи.
Револуционарном омладинском покрету приступио је као ученик у Београду. Члан Савеза комунистичке омладине Југославије од био 1939, а Комунистичке партије Југославије од августа 1940. године.
Непосредно пред почетак Априлског рата, 1941. године, био је мобилисан, а после капитулације Југословенске краљевске војске вратио се у Мостар. Активно је учествовао у илегалним припремама оружаног устанка. Као секретар партијске ћелије „Царина“, организовао је прикупљање оружја, муниције и другог материјала. Све до априла 1942. године радио је као илегалац у окупираном Мостару.
Априла 1942. године био је принуђен да напусти окупирану град и пређе у Мостарски партизански батаљон, где му је била поверена функција политичког радника. Истакао се већ у првим акцијама Одреда - приликом борбе са четницима и у пробоју према Бјелашници. Приликом напада на непријатељско упориште у Хаџићима, био је теже рањен. Тада се илегалним каналима, са лажним документима, пребацио у окупирано Сарајево.
Пошто је поседовао лажна документа лечио се у једној сарајевској болници, а после оздрављења се повезао са партијском организацијом. После велике полицијске провале у сарајевску партијску организацију у марту 1942. године, Месни комитет КПЈ за Сарајево је био разбијен. Приликом обнове овог комитета, средином 1942. године, Адем је, заједно са Џемалом Биједићем, Младеном Кнежевићем и Реуфом Галошевићем, постао његов члан.
Крајем 1942. године, требало је да пређе у Мостар, где је требало да преузме дужност секретара Месног комитета КПЈ, али су га почетком децембра на улици у Сарајеву препознала два усташка агента и ухапсила. Он је био ухапшен у склопу нове велике полицијске пролавле у партијску организацију. У усташком затвору „Ћемалуша“, био је страховито мучен, али и поред тога иследницима није рекао ни речи.
Убијен је 9. децембра 1942. године. После ослобођења, његови посмртни остаци су сахрањени у Гробници народних хероја у спомен-парку Враца, на планини Требевићу, код Сарајева.
Указом Президијума Народне скупштине ФНР Југославије, 26. јула 1949. године, проглашен је за народног хероја.